# Milan Hudec
Milan Hudec (* 9. června 1947) je bývalý československý fotbalista, útočník.

## Fotbalová kariéra
V československé lize hrál za Duklu Praha. Nastoupil v 91 ligových utkáních a dal 37 gólů. V Poháru vítězů pohárů nastoupil ve 2 utkáních. Finalista Československého poháru 1967/68.

## Ligová bilance
| Ročník                                   | Zápasy | Góly | Klub        |
| ---------------------------------------- | ------ | ---- | ----------- |
| 1. československá fotbalová liga 1967/68 | 18     | 8    | Dukla Praha |
| 1. československá fotbalová liga 1968/69 | 22     | 12   | Dukla Praha |
| 1. československá fotbalová liga 1969/70 | 29     | 11   | Dukla Praha |
| 1. československá fotbalová liga 1970/71 | 21     | 6    | Dukla Praha |
| 1. československá fotbalová liga 1971/72 | 1      | 0    | Dukla Praha |
| CELKEM 1. liga                           | 91     | 37   |             |